# Vikings de Villeneuve-d'Ascq 2022
Questa voce raccoglie le informazioni riguardanti i Vikings de Villeneuve-d'Ascq nelle competizioni ufficiali della stagione 2022.

## Division Élite 2022

### Stagione regolare
| 13 febbraio 2022, ore 14:00 1ª giornata | Vikings de Villeneuve-d'Ascq | 0 – 42 (0-7 0-14 0-7 0-14) referto referto 2 | Cougars de Saint-Ouen-l'Aumône |  |

| 20 febbraio 2022, ore 14:00 2ª giornata | Vikings de Villeneuve-d'Ascq | 13 – 20 (0-0 7-6 0-7 6-7) referto referto 2 | Spartiates d'Amiens |  |

| 5 marzo 2022, ore 19:00 3ª giornata | Black Panthers de Thonon | 53 – 0 (27-0 14-0 10-0 2-0) referto referto 2 | Vikings de Villeneuve-d'Ascq |  |

| 19 marzo 2022, ore 20:00 4ª giornata | Molosses d'Asnières | 26 – 9 (8-3 12-6 0-0 6-0) referto referto 2 | Vikings de Villeneuve-d'Ascq |  |

| 27 marzo 2022, ore 14:00 5ª giornata | Vikings de Villeneuve-d'Ascq | 16 – 45 (9-6 0-14 7-6 0-19) referto referto 2 | Flash de La Courneuve |  |

| 9 aprile 2022, ore 19:00 6ª giornata | Spartiates d'Amiens | 49 – 20 (7-0 14-6 14-14 14-0) referto referto 2 | Vikings de Villeneuve-d'Ascq |  |

| 16 aprile 2022, ore 19:00 Anticipo 7ª giornata | Flash de La Courneuve | 86 – 0 (30-0 35-0 14-0 7-0) referto referto 2 | Vikings de Villeneuve-d'Ascq |  |

| 8 maggio 2022, ore 14:00 8ª giornata | Vikings de Villeneuve-d'Ascq | 6 – 31 (0-13 6-0 0-6 0-12) referto referto 2 | Molosses d'Asnières |  |

| 22 maggio 2022, ore 14:00 9ª giornata | Vikings de Villeneuve-d'Ascq | 7 – 34 (7-6 0-14 0-7 0-7) referto | Black Panthers de Thonon |  |

| 5 giugno 2022, ore 14:00 10ª giornata | Cougars de Saint-Ouen-l'Aumône | 48 – 7 (14-0 21-0 13-0 0-7) referto referto 2 | Vikings de Villeneuve-d'Ascq |  |

## Statistiche di squadra
| Competizione | %Vittorie | In casa | In casa | In casa | In casa | In casa | In casa | In trasferta | In trasferta | In trasferta | In trasferta | In trasferta | In trasferta | Totale | Totale | Totale | Totale | Totale | Totale |
| Competizione | %Vittorie | G       | V       | N       | P       | Pf      | Ps      | G            | V            | N            | P            | Pf           | Ps           | G      | V      | N      | P      | Pf     | Ps     |
| ------------ | --------- | ------- | ------- | ------- | ------- | ------- | ------- | ------------ | ------------ | ------------ | ------------ | ------------ | ------------ | ------ | ------ | ------ | ------ | ------ | ------ |
| Campionato   | .000      | 5       | 0       | 0       | 5       | 42      | 172     | 5            | 0            | 0            | 5            | 36           | 262          | 10     | 0      | 0      | 10     | 78     | 434    |
| Totale       | .000      | 5       | 0       | 0       | 5       | 42      | 172     | 5            | 0            | 0            | 5            | 36           | 262          | 10     | 0      | 0      | 10     | 78     | 434    |

## Statistiche personali

### Passer rating
La classifica tiene in considerazione soltanto i quarterback con almeno 10 lanci effettuati.
| Giocatore    | G | Att | Comp | Int | Yds | TD | NFL   | NCAA  |
| ------------ | - | --- | ---- | --- | --- | -- | ----- | ----- |
| H. Vienne    | 8 | 123 | 49   | 10  | 762 | 3  | 35,35 | 83,67 |
| Fakhroeddine | 7 | 66  | 29   | 4   | 212 | 2  | 36,93 | 68,80 |
| Fall         | 1 | 12  | 5    | 1   | 18  | 0  | 14,58 | 37,60 |
| A. Vienne    | 2 | 4   | 2    | 0   | 51  | 0  |       |       |
| Pernet       | 1 | 1   | 0    | 0   | 0   | 0  |       |       |